# Hoven (Dakota Południowa)
Hoven – miasto w Stanach Zjednoczonych, w stanie Dakota Południowa, w hrabstwie Potter.